# Rahima Banu
Rahima Banu Begum (Bangladés, 16 de octubre de 1973) es la última persona registrada en ser infectada de forma natural por el Variola virus, desarrollando la enfermedad de la viruela mayor, la variedad más mortífera de la enfermedad.
El caso ocurrió el 16 de octubre de 1975, cuando la niña de dos años de edad vivía en el pueblo de Kuralia, en la Isla Bhola del estado de Bangladés. El desarrollo de los  primeros síntomas de la enfermedad fue alertado por Bilkisunnessa, una niña de ocho años de edad que recibió como premio una recompensa de 250 takas, al cambio poco más de 2'40€ de la época.
La aparición del caso fue alertada por vía telegráfica a Donald Henderson, quién trabajaba en la campaña de la Organización Mundial de la Salud para la erradicación de la enfermedad. Un equipo de la OMS se desplazó al lugar y cuidó de Banu, que se recuperó completamente.
Banu pudo conseguir ingresos para su familia mediante la publicación de sus fotos. En una entrevista en 2009, Banu dijo que había tenido cuatro hijos tras casarse con un agricultor a los 18 años. Sus conciudadanos e incluso parientes políticos la tratan hostilmente por haber sufrido la viruela.
Dos personas más desarrollaron la viruela con posterioridad a Rahima Banu, Ali Maow Maalin y Janet Parker. Sin embargo, Ali contrajo la Viruela menor, mucho más leve que la de Rahima; y Janet tuvo la desgracia de contraer la viruela no naturalmente, sino por culpa de un accidente en un laboratorio británico. Janet fue la última persona que se registra fallecida a causa de la viruela.